# 데이터 감사
데이터 감사(data auditing)는 회사의 데이터가 주어진 목적에 얼마나 적합한지 평가하기 위해 데이터 감사를 수행하는 과정이다. 여기에는 데이터를 프로파일링하고 낮은 품질의 데이터가 조직의 성과와 이익에 미치는 영향을 평가하는 것이 포함된다. 이는 데이터 소스의 명확성을 결정하는 것을 포함할 수 있으며, 은행 및 신용 평가 기관이 기업이 제공한 원시 데이터 처리에 대해 실사를 수행하는 방식, 특히 결함 있는 데이터 식별에 적용될 수 있다.
데이터 감사는 시스템이 기능을 수행하는 데 있어 효율성을 결정하기 위해 시스템을 감사하는 것을 의미할 수도 있다. 예를 들어, IT 부서의 정보 시스템을 평가하여 중요한 데이터의 무결성을 보호하는 데 효과적인지 여부를 파악할 수 있다. 감사 도구로서 사기, 침입 및 기타 보안 문제를 감지할 수 있다.